# オロス
オロス（Urus, ペルシア語: اوروس خان Ūrūs Khān 〜 اُرس خان Urus Khān、生没年 ? - 1377年）は、バトゥ家断絶後のジョチ・ウルスのハン（在位 ? - 1377年）で、ジョチの十三男トカ・テムルの子孫である。15世紀の『ムイーン史選（Muntakhab al-Tawārīkh-i Muʿīnī）』の著者ムイーヌッディーン・ナタンズィーなど後代の歴史家によって、白帳（āq ūrda）ハンの第6代とされる。また、ティムールの伝記であるシャラフッディーン・アリー・ヤズディーの『勝利の書（Ẓafar Nāma）』では、オロスはジョチ・ウルスの当主としてはジョチから数えて第20代。16世紀初頭だがホーンダミールの歴史書『伝記の伴侶（Ḥabīb al-Siyar）』でも同じく第20代に数えられている。

## 出自
『集史』ジョチ・ハン紀によれば、ジョチの十三男トカ・テムルにはバイ・テムル、バヤン、ウルン・テムル、キン・テムルの4人の男児がおり、この三男ウルン・テムル（ اورنك تيمور Ūrunk Tīmūr）にはさら4人の男児、アジキ（ اجيقی ajīqī/またはアジク اجق ajiq）、アリクリ（アズィクリ）、サリジャ、キラキズがいた。同書で長男アジキにはバフティヤール（ بختيار bakhtiyār）という男児のみが言及されているが、ティムール朝時代に編纂された系図資料『高貴系譜』（Mu`izz al-Ansāb）によると、アジク（アジキ）にはバフティヤールの他にバーキーク（ باقيق bāqīq?/またはマーキーク? ماقيق māqīq?）という兄弟が記されており、このバーキークの息子テムル・ホージャ（ تيمور خواجه tīmūr khwāja）の息子バーディク（ بادق bādiq/ يادق yādiq）の息子がオロスである。つまり、オロスは14世紀後半に多数いたトカ・テムル家の王族たちのうち、ウルン・テムル裔のアジキ家に属していたことになる。

## 略歴
バトゥ家の実質最後のハンであった第13代君主ベルディ・ベクが死去した14世紀半ば以降、ジョチ・ウルスの二つの根幹であったバトゥ家、オルダ家が相次いで断絶し、ジョチ・ウルスは宗主位を巡って激しい後継者紛争が続いた。オロス・ハンはオルダ家が統率していたジョチ・ウルス左翼を構成するジョチ裔トカ・テムル家の王族のひとりであり、オルダ家断絶後のジョチ・ウルス左翼の地域で徐々に頭角を現してウルスの再編を行っていた。
1368年、スグナクでハン位につくと、バトゥ家とオルダ家が断絶して以来混乱の続くジョチ・ウルスを統合し、ウルスの左右両翼の再編を目指し、1372年 サライを占領する。しかしヴォルガ河流域を支配していたママイの勢力とは争わず、シルダリヤ方面に帰還する。1376年、ティムールの支援を受けたトクタミシュの数次にわたる侵攻を受ける。以前、オロスは同じトカテムル家ウルン・テムル裔のサリチャの曾孫でマンギシュラク（カスピ海東岸）の長官トイ・ホージャと対立し、彼を殺害していた。ティムールと結んだトクタミシュはこのトイ・ホージャの息子であり、オロスはトクタミシュを年少の所以をもって助命したが、トクタミシュは脱走と帰順を繰り返した後にティムールの元に亡命していた。1度目は子のクトゥルク・ブカに迎え撃たせ、トクタミシュの撃退には成功したものの、クトゥルク・ブカが戦死を遂げる。2度目の侵攻では長男のトクタキヤが敗北するも、トクタミシュを負傷させ撤退に追い込んだ。3度目はティムールが自ら兵を率いて攻めて来たが、オロスは部隊をオトラルに派遣し、オロス自身はスグナク（サウランとの説も）を固めて持久戦に持ち込んだ。冬の到来によって両者は休戦し、ティムールはケシュに帰還する。
翌1377年春、ティムールの再度の侵攻を迎え撃ち、ウストユルト台地で戦ったが、対陣中に没した。死因については自然死、あるいは負傷がもとで戦死したとする説がある。
祖父のエルゼンにならってスグナクに多数の建築物を寄進しているほか、ヒジュラ暦776年（1374年-1375年）、ヒジュラ暦779年（1377年-1378年）にサライで鋳造した貨幣が現存する。

## 子女
シャイバーニー朝初期の歴史書『勝利の書なる選ばれたる諸史（Tawārīkh-i Guzīda-yi Nuṣrat Nāma）』（1504年頃成立）に記録されているオロスの子女は以下のように男子が7名、女子が5名としている。
- 男子

トクタキヤ
クトゥルク・ブカ
トゥグルク・プーラード
クユルチュク
トクタ・プーラード
サイイド・アフマド
サイイド・アリー
- 女子

メングリ・ベク
シカル・ベク
スディ・ベク
イーラーン・ベク
メングリ・トゥルカン

## トカ・テムル王家
- ジョチ(Jöči ＞朮赤/zhúchì,جوچى خان/jūchī khān)
  - トカ・テムル(Toqa temür ＞توقا تیمور/tūqā tīmūr)
    - バイムル(Bayimur ＞بایمور/bāyimūr)
      - トガンチャル(Toγančar ＞توغانجار/tūghānjār)
        - サシ(Sasi ＞ساسی/sāsī)
          - Ⅰ?ノカイ(Noγai ＞نوقاى/nūqāy)＝サシ・ブカと同一人物か
            - Ⅱ?エレゼン(Erezen ＞یرزن/īrazan)

        - グラク(Buz γulaq ＞توغانجار/būz ghulāq)
          - Ⅲムバーラク・ホージャ(Mubarak khwaja ＞مبارک خواجہ/mubārak khwāja)
          - Ⅳ?チンバイ(Čimbay ＞جیمبای/jīmbāy)

    - ウルン・テムル(Urung temür ＞اورنك تيمور/ūrunk tīmūr)
      - アジキ(Ajiqi ＞اجيقی/ajīqī)
        - バーキーク(Baqiq ＞باقيق/bāqīq)
          - テムル・ホージャ(Temür khwaja ＞تيمور خواجه/tīmūr khwāja)
            - バディク(Badiq ＞بادق/bādiq)
              - Ⅴオロス・ハン(Oros qan ＞اوروس خان/ūrūs khān)
                - Ⅵトクタキヤ(Toqtaqiya ＞توقتاقيا/tūqtāqiyā)

      - サルチャ(Sarča ＞اجيقی/sārīja)
        - コンチェク(Gönčeg ＞کونجه/kūnjīk)
          - トゥグルク・ホージャ(Tuγluq khwaja ＞تيمور خواجه/tughluq khwāja)
            - トイ・ホージャ(Toy khwaja ＞بادق/tūy khwāja)
              - Ⅷトクタミシュ・ハン(Toqtamiš qan ＞توقتاميش خان/tūqtāmīsh khān)
                - ⅩⅡジャラールッディーン(Jalal al-Din qan ＞جلال الدین خان/jalāl al-dīn khān)

    - キン・テムル(Kin temür ＞کين تيمور/kīn tīmūr)
      - アバイ(Abai ＞اباي/abāy)
        - ノムカン(Nomuqan ＞نومقان/nūmuqān)
          - クトルク・テムル(Qutluq temür ＞قتلق تيمور/qutluq tīmūr)
            - Ⅶテムル・ベク・ハン(Temür beg qan ＞تيمور بيک خان/tīmūr bīk khān)
              - Ⅸテムル・クトルク・ハン(Temür qutluq qan ＞تيمور قتلق خان/tīmūr qutluq khān)
                - ボラト・ハン(Bolad qan ＞بولاد/būlād)
                - ⅩⅠテムル・ハン(Temür qan ＞تيمور خان/tīmūr khān)

            - クトル・ベク(Qutlu beg ＞قوتلو بيک/qūtlū bīk)
              - Ⅹシャディ・ベク・ハン(Šadi beg qan ＞شادی بيک خان/shādī bīk khān)